# خیرو سوئون
خیرو سوئون (انگلیسی: Khiru Soeun؛ زادهٔ ۷ سپتامبر ۱۹۴۳) بوکسور اهل کامبوج است.